# 雷普利信不信由你！
雷普利信不信由你！（Ripley's Believe It or Not!）是罗伯特·李普利创立的特许经营店，該商店主要售賣奇奇怪怪的商品。雷普利信不信由你！总部位于美國佛罗里达州奥兰多。第一家永久性的雷普利信不信由你！特许经营店於1950年在佛罗里达州聖奧古斯丁开业。